# PL/I
PL/1, acrònim de Programming Language 1 (Llenguatge de Programació 1), fou proposat per IBM cap al 1970 per respondre simultàniament a les necessitats de les aplicacions científiques i comercials, disponible en les innovadores plataformes d'utilitat general IBM S/360 i més endavant IBM 370.
Aquest llenguatge tenia moltes de les característiques que més endavant adoptaria el llenguatge C i algunes de C++. Per desgràcia, IBM registrà el nom del llenguatge com una forma de mantenir el control sobre el seu desenvolupament, fet que va dissuadir a altres empreses a donar aquest nom a les seves implementacions. No sent possible trobar un únic llenguatge per diverses plataformes, els usuaris potencials del llenguatge van preferir no adoptar-lo a pesar de les seves múltiples innovacions, que incorporava multiprocesament, recursivitat, estructures de control modernes, facilitats per la posada a punt, assignació dinàmica d'espai per estructures de dades, procediments genèrics, etc.
Tot i això, dins dels usuaris d'IBM, el llenguatge s'utilitzà força. El sistema operatiu Multics va ser desenvolupat en PL/1.
PL/1 fou probablement el primer llenguatge comercial amb el compilador escrit en el mateix llenguatge que compilava.

## Exemple de programa
```
Test: procedure options(main);
```

```
declare My_String char(20) varying initialize('Hello, world!');
```

```
put skip list(My_String);
```

```
end Test;
```

## Estàndard
- ANSI X3.74-1987 (R1998) Title: Information Systems - Programming Language - PL/I General-Purpose Subset